# Духовец
Духовец (болг. Духовец) — село в Болгарии. Находится в Разградской области, входит в общину Исперих. Население составляет 560 человек.

## Политическая ситуация
В местном кметстве Духовец, в состав которого входит Духовец, должность кмета (старосты) исполняет Айнур Ахмед Али (Движение за права и свободы (ДПС)) по результатам выборов.
Кмет (мэр) общины Исперих — Адил Ахмед Решидов (Движение за права и свободы (ДПС)) по результатам выборов.